# Mezzolombardo
Mezzolombardo är en ort och kommun i provinsen Trento i regionen Trentino-Sydtyrolen i Italien. Kommunen hade 7 177 invånare (2018).